# Gymnodactylus

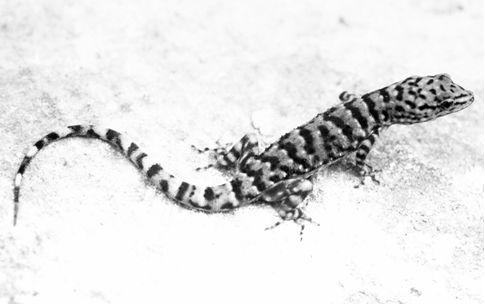
Gymnodactylus vanzolinii

Gymnodactylus ist eine Gattung der Geckoartigen (Gekkota). Diese Gattung wurde früher direkt zur Familie der Geckos (Gekkonidae) gezählt, ist aber 2008 zusammen mit anderen Gattungen in eine eigene Familie Phyllodactylidae ausgegliedert worden. Gymnodactylus-Arten sind in Brasilien endemisch.

## Merkmale
Der Name der Familie Phyllodactylidae bedeutet ‚Blattfinger‘ und ist aus den beiden griechischen Begriffen phyllos (altgriechisch φύλλος ‚Blatt‘) und dactylos (δάκτυλος ‚Finger‘) zusammengesetzt. Diese Bezeichnung verweist auf ein hervorstechendes Merkmal einiger Gattungen dieser Geckoartigen, nämlich die verbreiterten Haftzehen und -finger, beispielsweise bei der Gattung Fächerfinger (Ptyodactylus). Der Gattungsname Gymnodactylus weist aber gerade auf das Gegenteil hin und bedeutet ‚Nacktfinger‘ von gymnos (γυμνος ‚nackt‘) und dactylos ‚Finger‘.
Die Kopf-Rumpf-Länge der Arten aus der Gattung Gymnodactylus beträgt 3 bis 5 Zentimeter, die Schwanzlänge 3 bis 7 Zentimeter.

## Verbreitung
Gymnodactylus gehört zu den neotropischen Gattungen der Familie Phyllodactylidae. Sie ist aus den brasilianischen Ökoregionen Cerrado, Caatinga und dem Atlantischen Regenwald bekannt.

## Taxonomie und Systematik
Die Art Gymnodactylus vanzolinii wurde 2009 als bisher letzte aus der Gattung beschrieben. Zuvor wurden Exemplare dieser Echse aus dem nördlichen Teil der Serra do Espinhaço für die südliche Ausprägung von Gymnodactylus geckoides, der Typusart der Gattung Gymnodactylus gehalten. Johann Baptist von Spix hatte ein Exemplar von Gymnodactylus geckoides von seiner Brasilienreise im Auftrag des Königs von Bayern in den Jahren 1817 bis 1820 mitgebracht und 1825, kurz vor seinem frühen Tod, beschrieben.

## Arten
Es wurden sechs Arten beschrieben:
- Gymnodactylus amarali Barbour, 1925 ist bisher nur von einem Exemplar vom Engenheiro Dodt, Bundesstaat Piauí und einem juvenilen Exemplar vom Alto Parnaíba Bundesstaat Maranhão, beide im Cerrado gelegen, bekannt.
- Gymnodactylus carvalhoi Vanzolini, 2005 ist im Cerrado weit verbreitet.
- Gymnodactylus darwinii (Gray, 1845) wurde bisher nur in den Atlantischen Regenwäldern Brasiliens gefunden, vom Nordosten des Bundesstaates São Paulo bis zum Bundesstaat Rio Grande do Norte.
- Gymnodactylus geckoides Spix, 1825 ist in der Caatinga im Nordosten Brasiliens endemisch, kommt aber auch, zusammen mit Gymnodactylus darwinii in der Dünenlandschaft um Natal, der Hauptstadt des Bundesstaates Rio Grande do Norte vor.
- Gymnodactylus guttulatus Vanzolini, 1982 ist bisher nur von den Felsrasen im Süden der Serra do Espinhaço einem Gebirge in den Bundesstaaten Minas Gerais und Bahia bekannt.
- Gymnodactylus vanzolinii Cassimiro & Rodrigues, 2009[2] ist bisher nur von der Serra do Sincorá, einem Gebiet im Norden der Serra do Espinhaço mit einer Seehöhe von bis zu mehr als 2000 Metern, bekannt.